# M7 (танк)
M7 (англ. Medium Tank M7) — танк США времён Второй мировой войны. Первоначально проектировался с 1941 года как лёгкий танк, замена для устаревшего M3 «Стюарт», однако требования усиления вооружения и бронирования привели к росту массы танка в ходе разработки и переклассификации его в средний танк в августе 1942 года. Танк был запущен в предсерийное производство осенью 1942 года, но испытания выпущенных машин показали, что по всем параметрам, кроме скорости и габаритов, они уступают уже производящемуся серийно танку M4 «Шерман». Это привело к остановке производства после выпуска всего 7 экземпляров (декабрь 1942 — 3, январь 1943 — 3, февраль — 1).